# Yordenis Ugás
Yordenis Ugás Hernández est un boxeur cubain né le 14 juillet 1986 à Santiago de Cuba.

## Carrière
Champion national de 2005 à 2008, il remporte en 2005 le titre mondial amateur chez les poids légers après avoir commencé sa carrière chez les poids plumes. Lors des Jeux olympiques de Pékin 2008, il est éliminé au stade des demi-finales par Daouda Sow mais remporte la médaille de bronze de la catégorie poids légers. 
En 2010, il entame une carrière professionnelle et s'installe aux États-Unis. Il s'incline de peu aux points le 9 mars 2019 lors d'un championnat du monde des poids welters WBC face à l’Américain Shawn Porter mais devient champion WBA de la catégorie le 21 août 2021 après sa victoire aux points contre Manny Pacquiao. Ugás est détrôné dès le combat suivant par Errol Spence Jr. le 16 avril 2022 lors d'un combat de réunification des ceintures WBA, WBC et IBF.

## Palmarès amateur

### Jeux olympiques
- Médaille de bronze en -60 kg aux Jeux de 2008 à Pékin, Chine

### Championnats du monde
- Médaillé d'or des poids légers en 2005 à Mianyang

### Autres
- Médaille d'or aux Jeux d'Amérique centrale et des Caraïbes en 2006 à Carthagène  (poids légers)
- Médaille d'or aux Jeux panaméricains en 2007 à Rio de Janeiro (poids légers)
- Médaille d'or aux championnats panaméricains en 2005 (poids légers)